# Rue Marcel Mariën
Pour les articles homonymes, voir Marcel et Mariën.
La rue Marcel Mariën (en néerlandais : Marcel Mariënstraat) est une rue bruxelloise de la commune de Schaerbeek qui va de la rue Louis Scutenaire à l'avenue Charbo.

## Histoire et description
Il s'agit d'une rue à sens unique, accessible uniquement par la rue Louis Scutenaire, mais à double sens pour les cyclistes (Sul). Cette rue qui a été tracée au début des années 2000, porte le nom d'un écrivain belge, Marcel Mariën, né à Anvers le 29 avril 1920 et décédé à Bruxelles le 19 septembre 1993. Il vécut ses dernières années à Schaerbeek, rue André Van Hasselt.

## Adresse notable
- no 21 : centre médical Medimarien